# Azərbaycan Sovet Sosialist Respublikasının Himni
L'Azərbaycan Sovet Sosialist Respublikasının Himni (Himne de la República Socialista Soviètica de l'Azerbaidjan) va ser l'himne nacional de la República Socialista Soviètica de l'Azerbaidjan quan era una de les repúbliques de la Unió Soviètica, va ser usat de 1944 a 1992 (la lletra va ser modificada el 1978). Va ser compost per Üzeyir Hajibeyov, que també va compondre l'actual Azərbaycan Respublikasının Dövlət Himni (Himne nacional de la República de l'Azerbaidjan).

## Lletra en àzeri (ciríl·lic)
Азәрбајҹан! Чичәкләнән республика, шанлы дијар!
Гадир совет елләриндә һәм азадсан, һәм бәхтијар.
Октјабрдан гүввәт алыб сән говушдун сәадәтә,
Алгыш олсун бу һүнәрә, алгыш олсун бу гүдрәтә!
Јолумуз Ленин јолудур, партијадыр рәһбәримиз,
Коммунизмин ҝүнәшилә нурланаҹаг сәһәримиз.
Биз ҝедирик ҝәләҹәјә галибләрин ҹәрҝәсиндә,
Јаша, јаша, Азәрбајҹан, бөјүк совет өлкәсиндә!
Одлар јурду! Бу ағ ҝүнләр ел ҝүҹүнүн бәһрәсидир,
Гәһрәманлыг, бир дә һүнәр азад инсан һәвәсидир.
Нәсилләрдән-нәсилләрә јадиҝардыр дәјанәтин,
Коммунизмә ҝедирик биз, сыра мөһкәм, аддым мәтин.
Јолумуз Ленин јолудур, партијадыр рәһбәримиз,
Коммунизмин ҝүнәшилә нурланаҹаг сәһәримиз.
Биз ҝедирик ҝәләҹәјә галибләрин ҹәрҝәсиндә,
Јаша, јаша, Азәрбајҹан, бөјүк совет өлкәсиндә!
Рәшадәтли рус халгыдыр достлуг, бирлик бајрагдары,
Мүгәддәсдир, сарсылмасдыр дост елләрин бу илгары.
Гардаш халглар бирлијиндән алдыг ҝүҹү, гүдрәти биз,
Гој вар олсун бу иттифаг - шанлы Совет Вәтәнимиз!
Јолумуз Ленин јолудур, партијадыр рәһбәримиз,
Коммунизмин ҝүнәшилә нурланаҹаг сәһәримиз.
Биз ҝедирик ҝәләҹәјә галибләрин ҹәрҝәсиндә,
Јаша, јаша, Азәрбајҹан, бөјүк совет өлкәсиндә!

## Lletra en àzeri (llatí)
Azərbaycan! Çiçəklənən respublika, şanlı diyar!
Qadir sovet ellərində həm azadsan, həm bəxtiyar.
Oktyabrdan qüvvət alıb sən qovuşdun səadətə,
Alqış olsun bu hünərə, alqış olsun bu qüdrətə!
Yolumuz Lenin yoludur, partiyadır rəhbərimiz,
Kommunizmin günəşilə nurlanacaq səhərimiz.
Biz gedirik gələcəyə qaliblərin cərgəsində,
Yaşa, yaşa, Azərbaycan, böyük sovet ölkəsində!
Odlar yurdul Bu ağ günlər el gücünün bəhrəsidir,
Qahrəmanlıq, bir də hünər azad insan həvəsidir.
Nasillərdən-nəsillərə yadigardır dəyanətin,
Kommunizmə gedirik biz, sıra möhkəm, addım mətin.
Yolumuz Lenin yoludur, partiyadır rəhbərimiz,
Kommunizmin günəşilə nurlanacaq səhərimiz.
Biz gedirik gələcəyə qaliblərin cərgəsində,
Yaşa, yaşa, Azərbaycan, böyük sovet ölkəsində!
Rəşadətli rus xalqıdır dostluq, birlik bayraqdarı,
Müqəddəsdir, sarsılmasdır dost ellərin bu ilqarı.
Qardaş xalqlar birliyindən aldıq gücü, qüdrəti biz,
Qoy var olsun bu ittifaq - şanlı Sovet Vətənimiz!
Yolumuz Lenin yoludur, partiyadır rəhbərimiz,
Kommunizmin günəşilə nurlanacaq səhərimiz.
Biz gedirik gələcəyə qaliblərin cərgəsində,
Yaşa, yaşa, Azərbaycan, böyük sovet ölkəsində!